# Stara Kraśnica
Stara Kraśnica (en allemand : Alt-Schönau an der Katzbach) est une localité polonaise de la gmina de Świerzawa, située dans le powiat de Złotoryja en voïvodie de Basse-Silésie.

## Localisation géographique
La ville est située à environ 3 kilomètres au sud-est de Świerzawa (en allemand : Schönau an der Katzbach) et à quinze kilomètres au sud de Złotoryja sur la rivière Kaczawa (en allemand : Katzbach).

## Histoire
La ville a été incorporée à la Pologne en 1945 et sa population a été expulsée vers l'Allemagne. Selon certaines publications, le premier nom d'après-guerre était Stary Szunów. Le 12 novembre 1946, la ville reçut le nom polonais actuel de Stara Kraśnica.